# Itapé (Paraguai)
Itapé é uma cidade do Paraguai, Departamento Guairá.

## Transporte
O município de Itapé é servido pela seguinte rodovia:
- Caminho em terra ligando a cidade ao município de Villarrica.[2][3][4]